# Асар (партия)
Республиканская партия «Асар» (каз. «Асар» Республикалық партиясы, приблизительный перевод — всем миром) — политическая партия, функционировавшая в Казахстане в 2003—2006 годах. Была основана 25 октября 2003 года на основе Общественного объединения «Асар». 4 июля 2006 года было принято решение о слиянии с Республиканской политической партией «Отан».

## История
Партия была организована 25 октября 2003 года на учредительном съезде, который прошёл в Алматы при участии 1100 делегатов из всех областей Казахстана. На съезде были приняты Устав и Программа партии, а также были проведены выборы председателя партии, которой единогласно была избрана Дарига Назарбаева. В Политсовет партии вошли такие известные личности, как Раушан Сарсембаева, Гульнара Иксанова, Ерлан Карин и другие. Согласно заявленному докладу председателя партии партия в качестве абсолютной ценности признала программу Нурсултана Назарбаева «Казахстан-2030», а в качестве идеологии выбрала политический центризм.
19 декабря 2003 года партия была зарегистрирована Комитетом регистрационной службы Министерства юстиции Республики Казахстан.
27 января 2004 года в Парламенте была организована фракция партии «Асар», в которую вошли сенаторы Рашит Ахметов, Фарит Галимов, Мусиралы Утебаев, Светлана Джалмагамбетова, Абиш Кекилбаев, Нурлыгаим Джолдасбаева, Жандарбек Какишев и депутаты Мажилиса Валериан Землянов, Узаккали Елеубаев, Нурдаулет Сарсенов.
По итогам выборов в Мажилис 2004 года партия набрала по партийному списку 541 239 (11,38 %) голосов избирателей и завоевала одно место в Мажилисе, депутатом по партийному списку стала Дарига Назарбаева. По одномандатным округам в Мажилис прошли трое представителей — действующий депутат Узаккали Елеубаев, а также Сергей Киселёв и Вера Сухорукова.
19 августа 2005 года состоялись выборы 16 сенаторов, на которых депутатом Сената от Западно-Казахстанской области был избран член «Асара» Ахметов Рашит.
14 сентября 2005 года состоялся съезд партии с участием президента Казахстана Нурсултана Назарбаева. Партия заявила о своей поддержке кандидатуры Нурсултана Назарбаева на президентских выборах 2005 года.
4 июля 2006 года прошёл внеочередной съезд партии, на котором было принято решение о слиянии с Республиканской политической партией «Отан».

## Структура
Согласно Уставу партии её организационная структура строилась по территориальному признаку, отделения партии работали во всех областях Казахстана, в городах Астана и Алматы. Руководящими органами партии являлись Съезд, Политический Совет и Центральный Совет. Съезд являлся высшим руководящим органом партии, съезды могли быть очередными и внеочередными. Очередные съезды по Уставу должны были проводиться один раз в четыре года, внеочередные могли быть созваны по инициативе Центрального Совета партии, Политического Совета или по инициативе не менее двух третей всех членов партии.